# Carcinología
La carcinología es una rama de la zoología y de la biología que estudia los crustáceos. Otros nombres para carcinología son malacostracología, crustaceología y crustalogía, y un científico que trabaja en carcinología es un carcinólogo, crustaceólogo o crustálogo.

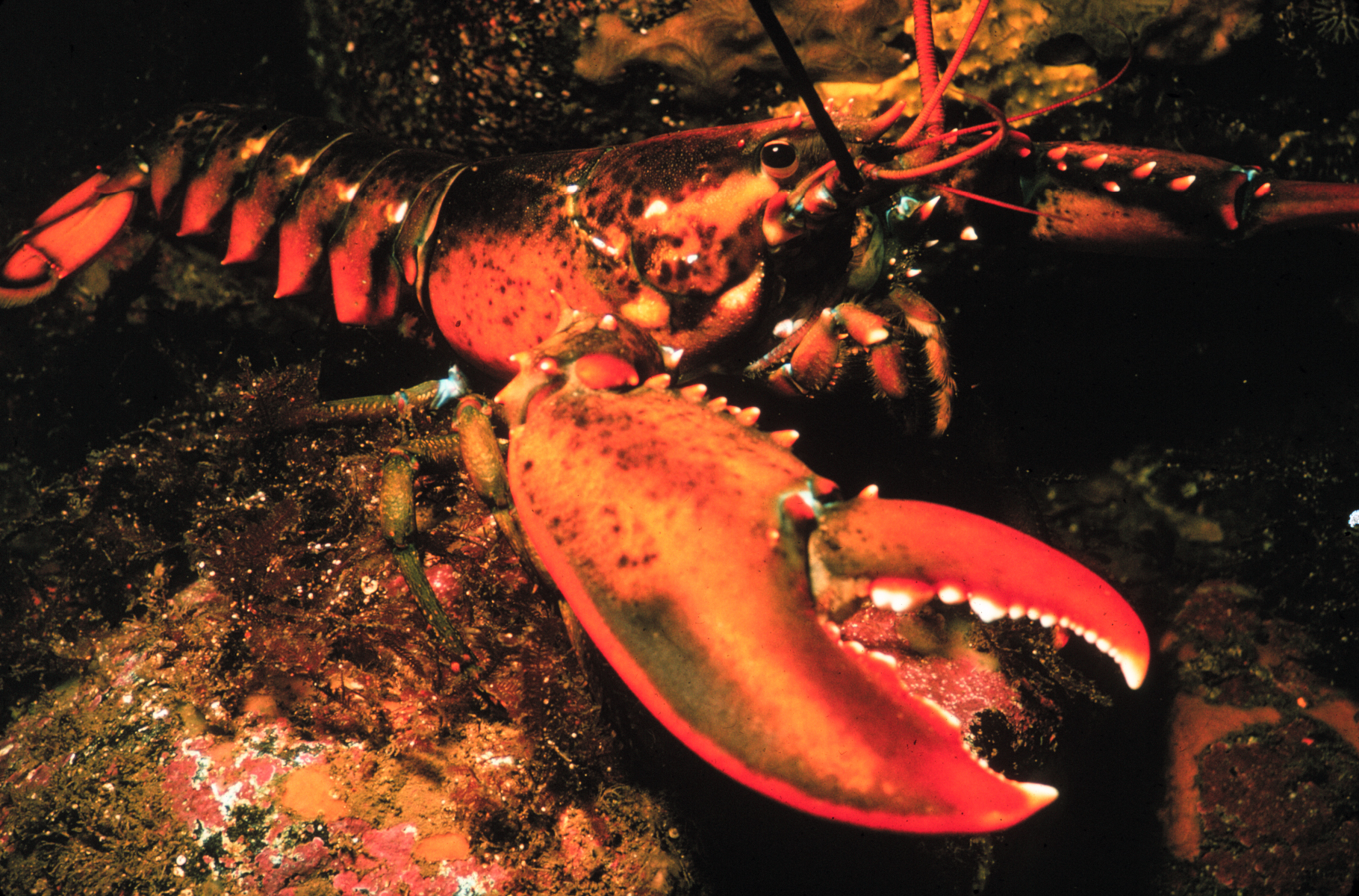
Bogavante

## Carcinólogos destacados
- Louis Augustin Guillaume Bosc
- Johann Friedrich von Brandt
- James Dwight Dana
- Charles Darwin
- Anselme Gaëtan Desmarest
- Johan Christian Fabricius
- Félix Édouard Guérin-Méneville
- Adrian Hardy Haworth
- William Perry Hay
- Johann Friedrich Wilhelm Herbst
- Thomas Henry Huxley
- Pierre André Latreille
- William Elford Leach
- Henri Milne-Edwards
- Alphonse Milne-Edwards
- Théodore André Monod
- Guillaume-Antoine Olivier
- Arnold Edward Ortmann
- Isabel Pérez Farfante
- Constantine Samuel Rafinesque
- Martin Rathke
- Antoine Risso
- Thomas Say
- Philipp Franz von Siebold
- Thomas Roscoe Rede Stebbing
- Karl Wilhelm Verhoeff